# Wellington (Florida)
Wellington és una població dels Estats Units a l'estat de Florida. Segons el cens de l'1 de juliol de 2006 tenia 55.584 habitants.

## Demografia
Segons el cens del 2000, Wellington tenia 38.216 habitants, 12.938 habitatges, i 10.686 famílies. La densitat de població era de 475,2 habitants/km².
Per edats la població es repartia de la següent manera: un 31% tenia menys de 18 anys, un 5,8% entre 18 i 24, un 29,7% entre 25 i 44, un 24,6% de 45 a 60 i un 8,9% 65 anys o més.
L'edat mediana era de 37 anys. Per cada 100 dones de 18 o més anys hi havia 91,6 homes.
La renda mediana per habitatge era de 70.271 $ i la renda mediana per família de 77.078 $. Els homes tenien una renda mediana de 53.244 $ mentre que les dones 33.088 $. La renda per capita de la població era de 30.726 $. Entorn del 2,9% de les famílies i el 4,3% de la població estaven per davall del llindar de pobresa.

## Poblacions més properes
El següent diagrama mostra les poblacions més properes.